# Левитський Григорій Андрійович
Григорій Андрійович Левитський (7 (19) листопада 1878, Білки, Сквирський повіт, Київська губернія, Російська імперія —20 травня 1942, Златоуст, Челябінська область, СРСР) — український ботанік, генетик, цитолог, каріолог. Викладав у Київському політехнічному інституті, Ленінградському університеті. Професор, доктор біологічних наук, член-кореспондент АН СРСР.
Представник школи радянських генетиків, учень Сергія Навашина, працював із Миколою Вавиловим, Германом Мьоллером, Левом Делоне. Вперше у світі описав мітохондрії в рослинній клітині. Досліджував будову хромосом, виявив, що відмінності в кількості й структурі хромосом менше у близьких видів, увів у науковий вжиток термін «каріотип».
Репресований радянською владою, помер у тюрмі.

## Біографія
Народився в родині священика. Навчався в Колегії Павла Галагана. Поступив на природниче відділення Київського університету 1897 року. Спеціалізувався на кафедрі ботаніки під керівництвом Миколи Цингера і Сергія Навашина.
Після закінчення в 1902 працював лаборантом ботанічного кабінету Київського політехнічного інституту.
У 1907 році заарештований за участь у Всеросійському селянському з'їзді на 8 місяців у Бутирській тюрмі, а потім висланий за межі Росії. У цей час працював у бібліотеках Лондону і Парижу, на російській біологічній станції у Вілла-Франке поблизу Неаполя, у ботанічному саду Боннського університету. У Бонні працював під керівництвом німецького цитолога Едуарда Страсбургера, досліджував нехромосомну спадковість.
З 1911 року повернувся в Київ і знову викладав морфологію і систематику рослин у КПІ. У цей час досліджував мікроскопічну структуру рослинної клітини. У 1914 році був мобілізований до лав армії, звідки через рік повернувся у чині прапорщика. У 1915 році Левитський здав іспит на фізико-математичному факультеті КПІ і отримав ступінь магістра.
У 1917–1920 Левитський читав курс «Будова і організація протоплазми» в Народному університеті. У 1920 році організував кафедру морфології і систематики рослин у Київському інституті народного господарства, якою і завідував до 1925 року. Також у 1920 році організував вищі курси з селекції сільськогосподарських рослин при Сахаротресті, а у 1922 році став одним із засновників Київського наукового інституту селекції, де очолив лабораторію морфології і систематики рослин.
1925 року в родині Левитських народилася донька Надія, а 31 травня 1927 року — син Іван.
У 1925 на запрошення Миколи Вавилова Григорій Левитський переїхав до Ленінграда, де займався дослідженнями будови хромосом, завідуючи лабораторією цитології у ВІРі.
У 1927 році брав участь у Міжнародному генетичному конгресі в Берліні.
У 1932 обраний членом-кореспондентом АН СРСР. У лютому 1933 заарештований і перебував на засланні в місті Ачинськ Красноярського краю, звідки зусиллями Вавилова повертається в листопаді того ж року. У 1934 він стає доктором біологічних наук.

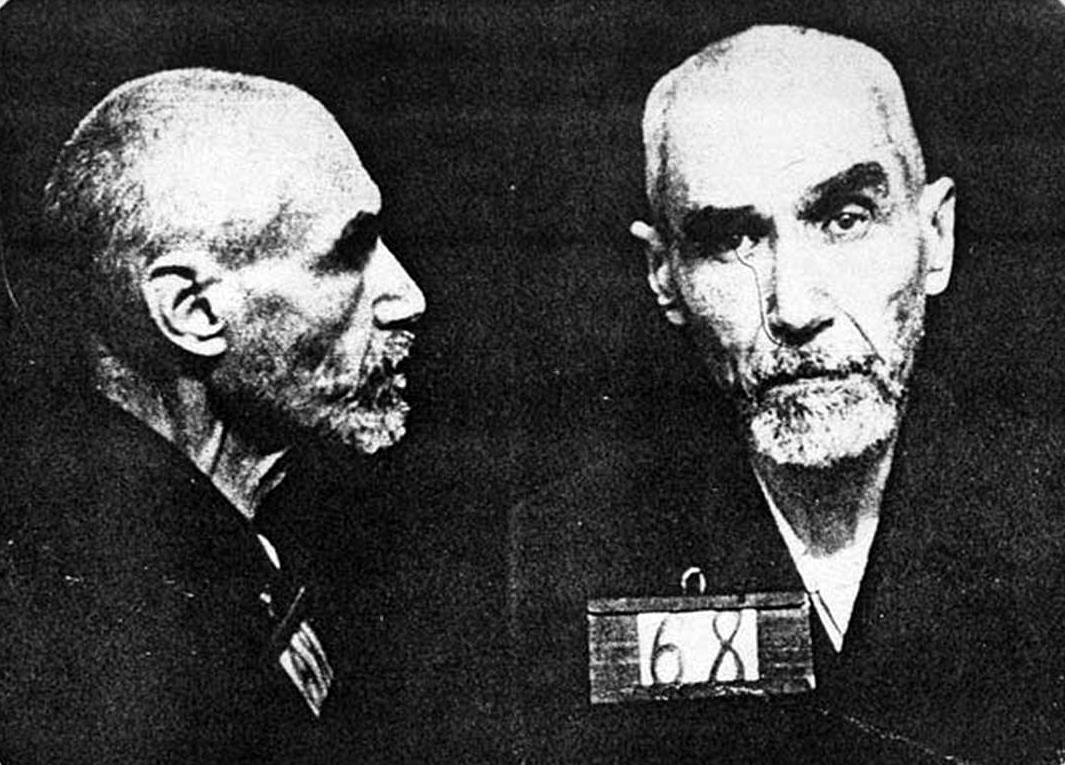
Остання світлина Григорія Левитського, зроблена в тюрмі

У 1930–1932 роках Левитський працював професором на кафедрі морфології і систематики рослин у Молочно-городньому інституті в Дєтскому Селі. У 1934–1937 роках за запрошенням завідувача кафедри генетики Георгія Карпеченка працював професором Ленінградського університету. У 1938–1941 роках викладав на кафедрі генетики Пушкінського сільськогосподарського інституту.
У 1937 році знову заарештований, але невдовзі звільнений. 28 червня 1941 року заарештований втретє. Помер у тюрмі 20 травня 1942.

## Родина

Родина Григорія Левитського (1946 рік, Рига). Іван Левитський (зверху), Надія Левитська (ліворуч), Наталя Левитська-Кузьміна (праворуч)

Після арешту Григорія Левитського його родина у вересні 1941 року не встигла евакуюватися з Пушкіна й опинилася в німецькій окупаційній зоні. Кінець війни зустріли у Талсі, Латвійська РСР.
Дружина — Наталія Євгенівна Левитська-Кузьміна (1899–1952). Народилася в Києві. Після смерті чоловіка жила з дітьми в Ризі, звідти переїхала до Новгорода, де працювала завідувачкою лабораторії в лікарні. Заарештована 16 квітня 1951 року, присуджено вирок у 25 років таборів, померла в тюрмі.
Донька — Надія Левитська (нар. 1925). Заарештовано 16 липня 1951 року. Присуджено 10 років таборів. Звільнено 26 грудня 1956 року. У 1960-1970-ті роки допомагала Олександру Солженіцину ховати рукописи, описана в його нарисі «Бодалося теля із дубом». Бібліограф Російського громадського фонду Олександра Солженіцина.
Син — Іван Левитський (1927–1995). Народився в Ленінграді. До осені 1945 року працював різноробочим у лікарні Талсі. Склав екзамени за 7-й клас екстерном. У вересні поступив у залізничний технікум у Даугавпілсі. Випустився з технікуму 20 червня 1948 року з фахом техніка-механіка паровозу. Вступив до Ленінградського інституту інженерів залізничного транспорту імені Образцова. 25 лютого 1950 року заарештований, 10 травня засуджений до 10 років таборів з статтею 58-1 КК РРФСР. Відбував покарання в Норильському виправно-трудовому таборі. Був співкамерником Данила Шумука[джерело?]. Звільнений умовно-достроково 25 лютого 1955 року. Залишився на поселенні в Норильську до 1956 року, працював конструктором в управлінні вугільної промисловості. Одружився із Ніною Василівною, у 1956 році в них народився син, названий на честь Вавилова Миколою, а 1966 року донька Наталя. Влітку 1955 року намагався поступити до Хабаровського інституту залізничного транспорту, проте не пройшов за конкурсом. У 1956 році все ж поступив до інституту. Після випуску в 1961 році працював конструктором на заводі «Дальдизель». У вересні 1961 році реабілітований. З 1966 року працював у Хабаровському політехнічному інституті. Мав наукові публікації з конструювання, посібники, патенти на винаходи. У 1990 році захистив дисертацію на ступінь кандидата технічних наук. 1993 року зжобув звання доцента.

## Науковий внесок
Левитський починав як дослідник спонтанної еволюції рослин. У перших роботах він вивчав наслідки гібридизації у віддалених видів одного роду Pulmonaria. Пізніше під впливом Едуарда Страсбургера досліджував мікроскопічну будову рослинних клітин. Вперше у світі описав наявність мітохондрій у клітинах рослин. Пізніше сконцентрувався на дослідженні будови хромосом та її мінливості. Розробив декілька методів забарвлення хромосом і мітохондрій.
Вперше у світі показав значні перебудови у структурі хромосом під дією рентгенівського випромінювання. Левитський визначив, що хромосоми мають двоплечу будову, а також постулював, що ядерні фрагменти, які не мають перетяжки-центромери, не успадковуються, а тому не можуть вважатися хромосомами. Також вивчав генетичні механізми процесів видоутворення у рослин. Показав, що близькі еволюційно види мають близький набір хромосом. Зокрема досліджував спадкові зміни у цукрового буряка.
Є піонером цитогенетики. Разом з Левом Делоне вважається автором терміна «каріотип», хоча на відміну від Делоне вкладав у цей термін його сучасне розуміння.

## Наукові праці
Опублікував понад 80 наукових праць.
- Про форми, проміжні між Pulmonaria angustifolia L. i P. officinalis L. (s. l.) (1903)
- Про північну і південну Pulmonaria officinalis L. (s. l.) в Росії (1911)
- Левитский Г. А. Материальные основы наследственности. — К.: Гос. издат. Украины, 1924. — 166 с.
- Левитский Г. А. Pulmonaria molisima Kern × P. officinalis L. (s. l.) // Труды Ботанического музея имп. Академии наук, 1905, вып. 2.
- Левитский Г. А. О северной и южной Pulmonarii officinalis L. (s. l.) в России // Труды Ботанического музея имп. Академии наук, 1910, вып. 8.
- Левитский Г. А. Элементы биометрики: Общедоступное руководство для натуралистов и аграрников. — К.: Сахаротрест, 1922.
- До питання про причини спадкових відмінностей в розмірах клітин по спостереженню над буряком (1923)
- «Каріо- і генотипічні зміни в процесі еволюції» (1925)
- «Про цитологічний метод у систематиці» (1930)
- «Каріологічний метод у систематиці і філогенетиці роду Festuca» (1927)
- Левитский Г. А. Морфология хромосом. История. Методика. Факты. Теория // Труды по прикл. ботанике, генетике и селекции. — 1931. — 27, № 1. — С. 19.
- Левитский Г. А. Морфология хромосом и понятие «кариотипа» в систематике // Там же. — С. 187.
- Левитский Г. А. Цитологические основы эволюции //Природа. — № 5.
- LEWITZKY, G. A. and ARARATIAN, A. G., 1931 Transformation of chromosomes under the influence of X-rays. Bull. Appl. Bot. 27: 289–303.
- G. Lewitzky Experimentally Induced Alterations of the Morphology of Chromosomes The American Naturalist Vol. 65, No. 701 (Nov. — Dec., 1931), pp. 564–567 [Архівовано 6 березня 2016 у Wayback Machine.]
- Левитский Г. А. Цитология растений // Избранные труды АН СССР / Ин-т общей генетики, Всесоюз. об-во генетиков и селекционеров им. Н. И. Вавилова. — М.: Наука, 1976. — 351 с.
- Левитский Г. А. Цитогенетика растений // Избранные труды АН СССР / Ин-т общей генетики, Всесоюз. об-во генетиков и селекционеров им. Н. И. Вавилова. — М.: Наука, 1978. — 351 с

## Вшанування пам'яті
У 1945 році посмертно нагороджений орденом Трудового Червоного Прапора.
У 1978 році на честь 100-річчя Григорія Левитського було проведено урочисте засідання у ВІРі і відкрито його погруддя.